# Adolph Schmidt-Heyder
Adolph Schmidt-Heyder (eigentlich Johannes Adolph Schmidt; auch Adolf Schmidt; * 6. Dezember 1806 in Frankfurt am Main; † 8. Dezember 1889 ebenda) war ein deutscher Malakologe sowie Mediziner.

## Leben

### Ausbildung und Beruf
Adolph Schmidt, Sohn eines wohlhabenden Kaufmanns, widmete sich nach Erlangen der Hochschulreife ab 1826 dem Studium der Medizin an der Albertus-Universität Königsberg, im Folgejahr wechselte er an die Ruprecht-Karls-Universität Heidelberg. Nachdem er sich dort an politischen Aktionen beteiligt hatte, wurde er vom Studium ausgeschlossen, konnte es aber nach Intervention von einflussreichen Persönlichkeiten an der Martin-Luther-Universität Halle-Wittenberg fortsetzen. 1830 erfolgte dort seine Promotion zum Dr. med.
Adolph Schmidt bereiste in der Folge Frankreich und England, bis er sich 1831 als praktischer Arzt in seiner Geburtsstadt Frankfurt am Main niederließ. 1834 war der sozial Engagierte mit gleichgesinnten Kollegen an der Errichtung der städtischen Armenklinik beteiligt. Auf medizinischem Gebiet erwarb Schmidt sich insbesondere Verdienste um den Einsatz der von Hermann Brehmer im schlesischen Görbersdorf entwickelten und zunächst umstrittenen Behandlungsweise der Lungenschwindsucht, deren Erfolg später auch von den Kritikern anerkannt wurde.

### Naturwissenschaftliche Forschungen
Der an der Naturwissenschaft, im Speziellen an der Malakologie interessierte Adolph Schmidt trat 1832 der Senckenberg Gesellschaft für Naturforschung bei und baute am Senckenberg Naturmuseum die Mollusken-Sektion auf. Schmidt war darüber hinaus in Frankfurt 1845 Mitbegründer des Ärztlichen Vereins sowie 1855 des Mikroskopischen Vereins, dessen Leitung er bis 1875 innehielt.
Sein besonderes Augenmerk galt dem Bereich der Eingeweidewürmer des Menschen, wobei er sich durch seinen Anteil an der Entdeckung des Bandwurms Taenia mediocanellata einen Namen machte. Zudem war Adolph Schmidt der Erste, der den Träger der Finne des neuen Bandwurms im Rind nachwies.

## Publikation
- Adolf Schmidt: Beiträge zur Malakologie: Mit drei Tafeln, G. Bosselmann, Berlin 1857